# Tkvarcheli
Tkvarcheli (in abcaso: Тҟəарчал, Tqwarchal, in georgiano: ტყვარჩელი) è una città dell'Abcasia, una repubblica di fatto indipendente all'interno dei confini internazionalmente riconosciuti della Georgia. È situata sul fiume Ghalidzga (Aaldzga) e sulla strada che la collega con Ochamchire, all'interno della Catena del Khodori.
Dal 1995 è il capoluogo del nuovo distretto di Tkvarcheli, costituito unendo territori scorporati dai distretti di Ochamchira e di Gali. Tale riordino amministrativo, operato dal governo abcaso, non è riconosciuto dalla Georgia, che considera Tkvarcheli parte del distretto di Ochamchira.

## Storia
Tkvarcheli divenne una città nel 1942, durante la Seconda guerra mondiale, come centro minerario di estrazione del carbone (attività iniziata nelle sue vicinanze nel 1935). La sua importanza dipendeva in modo significativo dal fatto che le miniere di carbone del Donbass, in Ucraina, erano state occupate dalla Germania Nazista.
Durante la Guerra in Abcasia (1992-1993), a Tkvarcheli ci fu una battaglia in cui la città fu assediata dalle forze georgiane, ma ci fu anche un aiuto umanitario e militare da parte dei russi.